# オブダ国際空港
オブダ国際空港（ヘブライ語: נְמַל הַתְּעוּפָה עֻבְדָּה） は、イスラエルの軍用空港。南部地区の最南端、エイラート市の北60kmのネゲヴ砂漠内に位置する。IATAはVDA、ICAOはLLOVである。なおヘブライ語表記の "נְמַל הַתְּעוּפָה עוֹבְדָה" を和訳すると「オブダ空港」となる。

## 概要
オブダ国際空港は、1978年のキャンプ・デービッド合意に基づくイスラエル軍のシナイ半島からの撤退に伴い、イスラエル空軍の新しい航空基地として1980年に建設された。軍民共用空港として、滑走路が短いエイラート空港に着陸できない大型旅客機・貨物機の発着も行われた。2015年時点ではオブダ国際空港が国外からエイラートへの主要な玄関口となっていた。また、オブダ国際空港は、中央地区ロッドのベン・グリオン国際空港に次ぐ、イスラエル第二の国際空港だった。
空軍の拠点としては、オブダ空軍基地（Ovda Airbase）と呼ばれており、2015年時点では、アグレッサー部隊の第115飛行隊（フライングドラゴン・スコードロン）が所属している。第115飛行隊は外国の空軍とも共同訓練を行っており、2010年から2013年にかけては、3回に渡ってイタリア空軍のトーネードIDS攻撃機、ユーロファイター タイフーン戦闘機、AMX爆撃機などの軍用機がオブダ国際空港に飛来し、1回につき約2週間の共同訓練を実施している。尚、オブダ空軍基地の所属部隊は、イスラエル空軍において第10航空団 (10th Wing, Canaf 10) の隷下となっている。
2019年、ラモン空港の開業に伴い民間の定期便は新空港に移動した。

## かつての就航路線
| 航空会社                            | 就航地 |
| ----------------------------------- | --- |
| アエロフロート                      | 季節運行: シェレメーチエヴォ国際空港（モスクワ）                                                                             |
| アエロフロート ロシア航空により運行 | 季節運行: プルコヴォ空港（サンクトペテルブルク）                                                                             |
| アルキア・イスラエル航空            | ハイファ空港, スデ・ドブ空港（イスラエル国内線）                                                                             |
| コレンドン・ダッチ航空              | 季節運行: アムステルダム国際空港（アムステルダム）                                                                           |
| エンターエア                        | 季節運行: ワルシャワ・ショパン空港（ワルシャワ）                                                                             |
| エル・アル航空                      | ベン・グリオン国際空港（イスラエル国内線）、季節運行: パリ＝シャルル・ド・ゴール空港（パリ）                                 |
| フィンランド航空                    | 季節運行: ヘルシンキ・ヴァンター国際空港（ヘルシンキ）                                                                       |
| ジャーマニア航空                    | デュッセルドルフ空港（デュッセルドルフ）（2015年11月就航予定）                                                               |
| オレンブルク航空                    | 季節運行: ドモジェドヴォ空港（モスクワ）                                                                                     |
| プリメーラ・エア                    | 季節運行: コペンハーゲン空港、ヘルシンキ・ヴァンター国際空港、クオピオ空港、パフォス国際空港、ポリ空港、セイナヨキ空港       |
| ライアンエアー                      | リスト・フェレンツ国際空港（2015年11月就航予定）, カウナス国際空港（2015年11月就航予定）, バリツェ空港（2015年11月就航予定） |
| ウクライナ国際航空                  | 季節運行: ボルィースピリ国際空港                                                                                             |

## 飛行隊

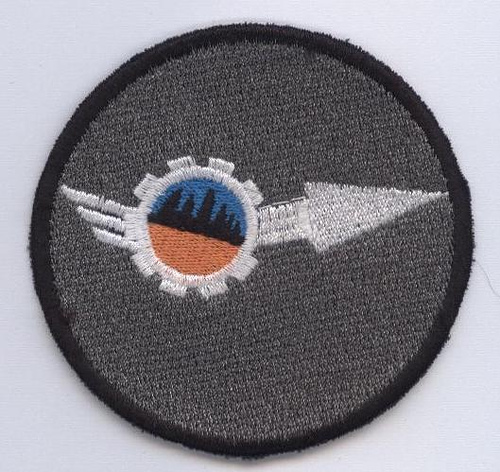
オブダ空軍基地パッチ

- 第115飛行隊（フライングドラゴン・スコードロン、The Flying Dragon Squadron）- F-16C Barak、AH-1F Tzefa

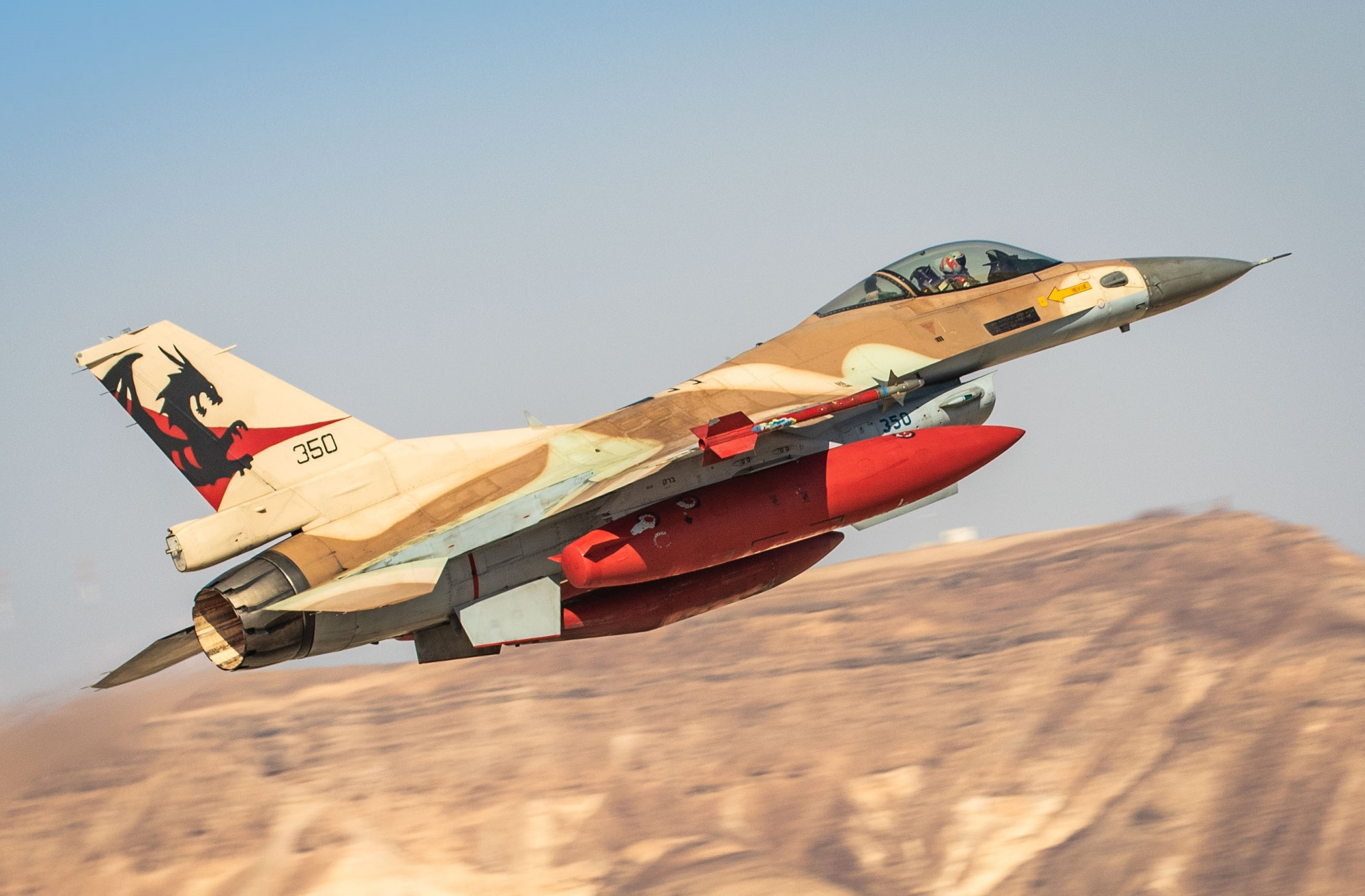
第115飛行隊のF-16C Barak
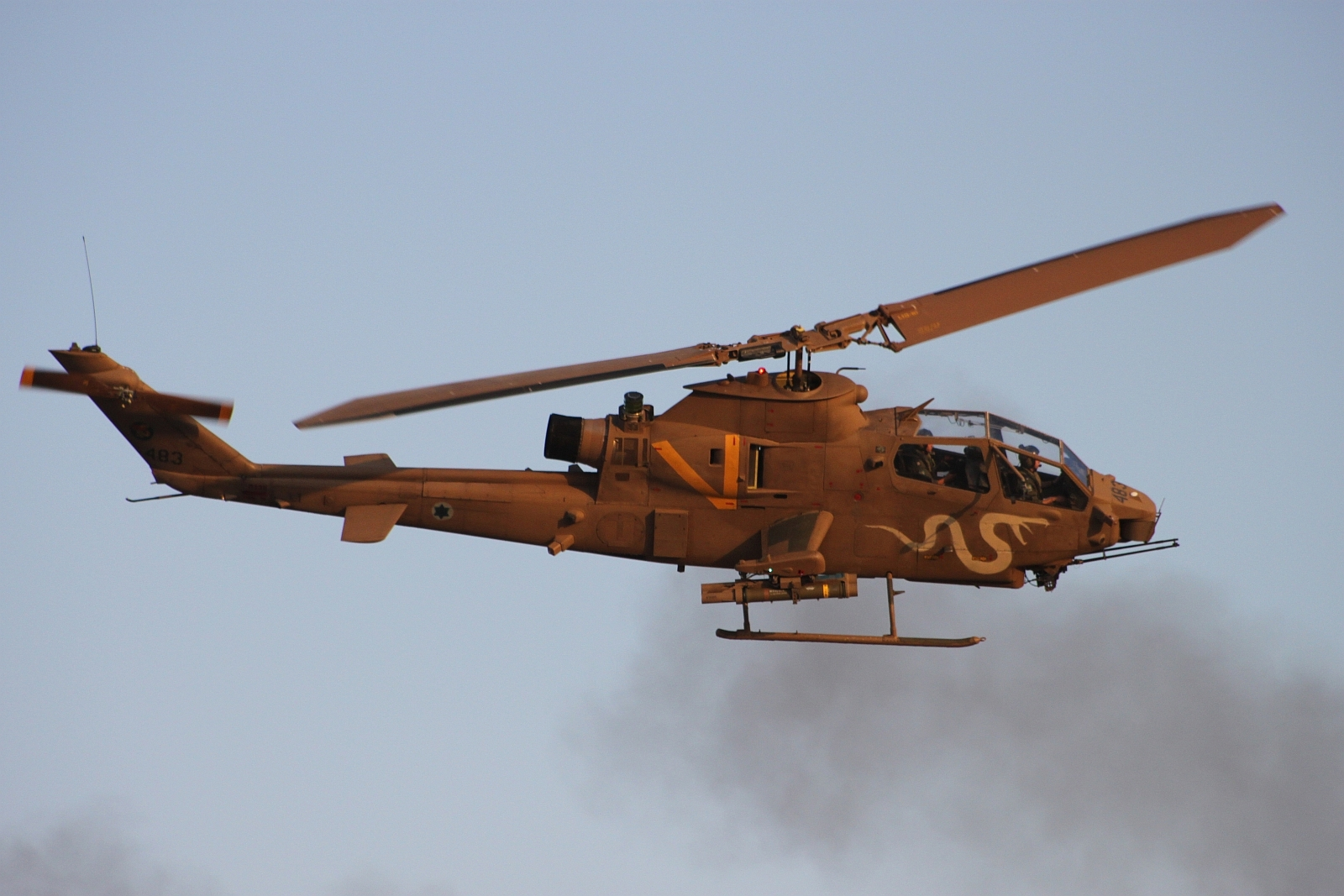
AH-1F Tzefa